# Новоандріївка (Волноваський район)
Новоандрі́ївка — село Волноваської міської громади Волноваського району Донецької області, Україна. Відстань до райцентру становить 13 км і проходить автошляхом місцевого значення.

## Загальні відомості
Розташована за 13 км на північний захід від залізничної станції Волноваха. Населення — 905 осіб. Сільській раді підпорядковані також населений пункт Кирилівка.
На території Новоандріївки розміщена центральна садиба колгоспу «Дружба». В артілі 3595 га орної землі. Вирощуються переважно зернові та технічні культури; розвинуте тваринництво м'ясо-молочного напряму. У 1968 році одержано з га 32,5 цнт озимої пшениці, 31 цнт зерна кукурудзи. Вироблено на 100 га сільгоспугідь 396 цнт молока, на 100 га зернових — 35,2 тис. штук яєць. За досягнення у сільськогосподарському виробництві 8 колгоспників нагороджені орденами і медалями.
Новоандріївка заснована у 1842 році переселенцями з північних областей України. Уродженець села П. Ломако був кочегаром на панцернику «Потьомкін». Партійна організація сформована 1925 року у складі 6 чоловік. Під час Другої світової війни в селі діяла підпільна патріотична група. Уродженець села Ломако Ілля Павлович був Героєм Соціалістичної Праці.

## Населення

### Мова
Розподіл населення за рідною мовою за даними перепису 2001 року:
| Мова            | Кількість | Відсоток |
| --------------- | --------- | -------- |
| українська      | 480       | 53.04%   |
| російська       | 422       | 46.63%   |
| білоруська      | 1         | 0.11%    |
| інші/не вказали | 2         | 0.22%    |
| Усього          | 905       | 100%     |

За даними перепису 2001 року населення села становило 905 осіб, із них 53,04 % зазначили рідною мову українську, 46,63 % — російську та 0,11 % — білоруську мову.